# 인그레이빙

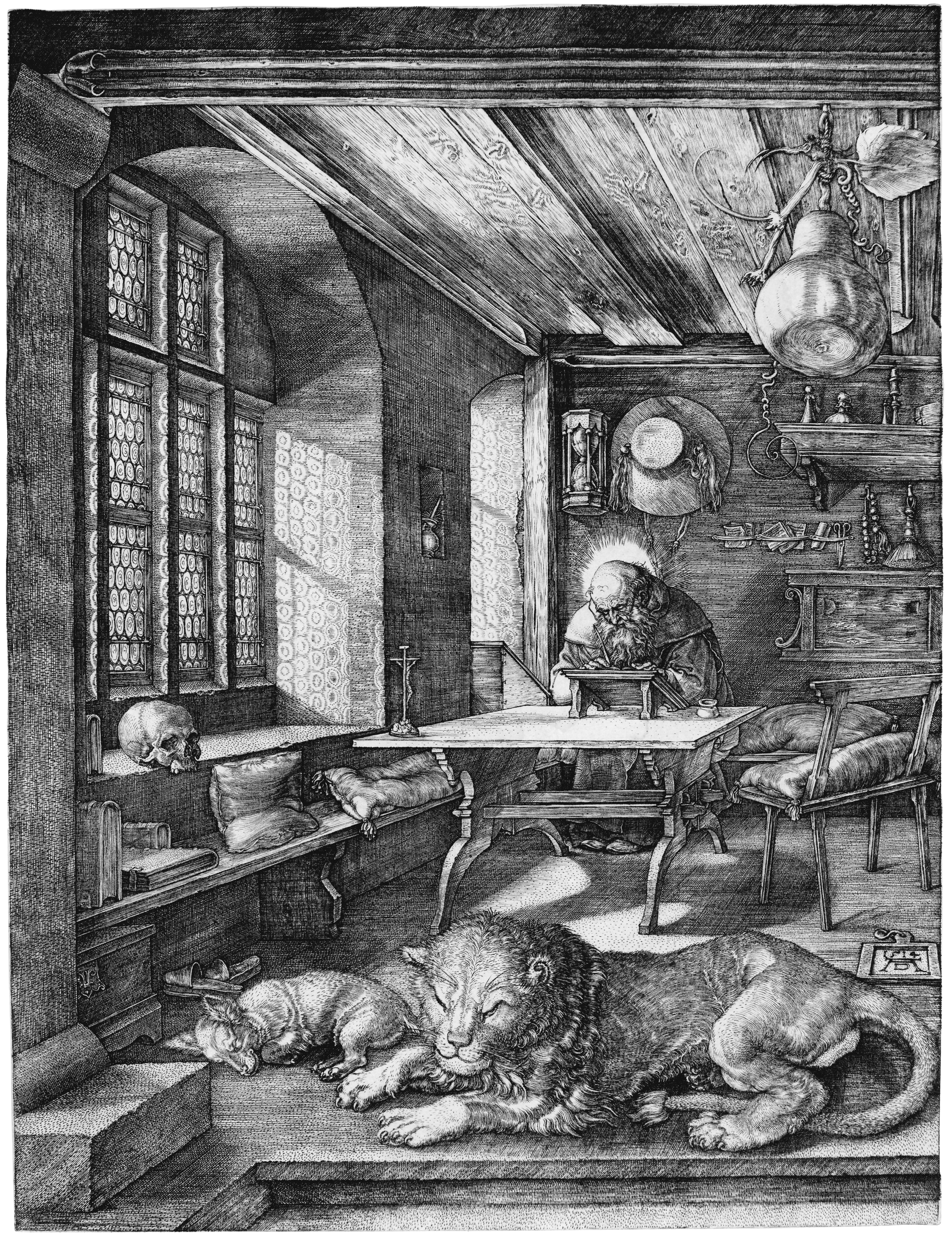
뒤러, 《골방 안의 성 제롬》, 1514년

인그레이빙(영어: Engraving)은 판화 요판 기법의 하나이다. 동판화 일반을 가리키거나 조각 일반을 가리키는 일도 있으므로 라인 인그레이빙이라 부르는 경우도 있다. 동판이나 강철판, 가끔 동판에 강철 도금한 것을 재료로 하여 뷰린을 사용해서 새긴다. 드라이포인트와는 달리 파낸 찌꺼기를 제거하므로 바(bar)는 남지 않는다. 동판의 기법으로서는 가장 오랜 것이라고 하며, 엄격하고 격조 높은 선의 효과를 낳지만 숙련을 요하는 작업이기 때문에 지폐나 증권류의 인쇄에 주로 사용되고 있다.

## 참고 문헌
- 이 문서에는 다음커뮤니케이션(현 카카오)에서 GFDL 또는 CC-SA 라이선스로 배포한 글로벌 세계대백과사전의 내용을 기초로 작성된 글이 포함되어 있습니다.